# Maciej Pudło
Maciej Pudło herbu własnego – poseł do Sejmu Krajowego Galicji I kadencji (1861-1867),pochodzący z chłopskiej rodziny ze Zręcina. Po nobilitacji i otrzymaniu herbu własnego, dostał w posiadanie część miejscowości.
Wybrany do Sejmu Krajowego w IV kurii obwodu Sanok, z okręgu wyborczego nr 56 Dukla-Krosno-Żmigród.